# Enver Marić
Enver Marić (Mostar, RFS de Yugoslavia, 16 de abril de 1948) es un exfutbolista bosnio que se desempeñaba como guardameta.
Tras su retirada comenzó a ejercer de entrenador de porteros en diversos clubes, primero en el FK Velež Mostar, luego en el Fortuna Düsseldorf y de 2003 a 2010 en el Hertha BSC.

## Carrera internacional
Debutó con la selección de fútbol de Yugoslavia en 1972, disputando con Yugoslavia la Copa Mundial de 1974 y la Eurocopa 1976.

## Clubes
| Club            | País             | Año         | Partidos | Goles |
| FK Velež Mostar | Yugoslavia       | 1966 - 1976 | 213      | 0     |
| FC Schalke 04   | Alemania Federal | 1976 - 1978 | 47       | 0     |
| FK Velež Mostar | Yugoslavia       | 1978 - 1985 | 226      | 1     |

## Palmarés

### Como jugador

#### Torneos nacionales
| Título             | Club            | País       | Año  |
| Copa de Yugoslavia | FK Velež Mostar | Yugoslavia | 1981 |

#### Torneos internacionales
| Título               | Club            | Sede   | Año  |
| Copa de los Balcanes | FK Velež Mostar | Mostar | 1981 |

- Datos: Q715882
- Multimedia: Enver Marić / Q715882